# Padiès
Padiès település Franciaországban, Tarn megyében. Lakosainak száma 154 fő (2022. január 1.). Padiès Andouque, Crespin, Faussergues, Lacapelle-Pinet, Lédas-et-Penthiès és Valence-d’Albigeois községekkel határos.

## Népesség
A település népességének változása:
| Lakosok száma | 196  | 193  | 195  | 191  | 189  | 189  | 178  | 166  | 154  |
|               | 2013 | 2015 | 2016 | 2017 | 2018 | 2019 | 2020 | 2021 | 2022 |